# Associazione Calcio Brescia 1936-1937
Questa pagina raccoglie i dati riguardanti l'Associazione Calcio Brescia nelle competizioni ufficiali della stagione 1936-1937.

## Stagione
Il campionato di Serie B 1936-1937 è stato vinto dal Livorno con 42 punti, che insieme all'Atalanta sono stati promossi in Serie A, mentre la squadra lombarda si è piazzata al settimo posto in classifica con 30 punti, come il Palermo.
In Coppa Italia le rondinelle superato il turno di qualificazione a spese del Molfetta, vengono eliminate ai sedicesimi di finale dallo Spezia.

## Rosa
| N. |                   | Ruolo | Calciatore         |
| -- | ----------------- | ----- | ------------------ |
|    | Italia (bandiera) | P     | Giordano Picciga   |
|    | Italia (bandiera) | P     | Guerino Magri      |
|    | Italia (bandiera) | D     | Carlo Albini       |
|    | Italia (bandiera) | D     | Umberto Caligaris  |
|    | Italia (bandiera) | D     | Giordano Roggero   |
|    | Italia (bandiera) | D     | Angelo Bocchi      |
|    | Italia (bandiera) | D     | Nello Filippelli   |
|    | Italia (bandiera) | D     | Francesco Scalvi   |
|    | Italia (bandiera) | D     | Renato Olmi        |
|    | Italia (bandiera) | C     | Mario Provaglio    |
|    | Italia (bandiera) | C     | Giovanni Gasparini |
|    | Italia (bandiera) | C     | Sergio Citterio    |

| N. |                   | Ruolo | Calciatore        |
| -- | ----------------- | ----- | ----------------- |
|    | Italia (bandiera) | A     | Riccardo Zama     |
|    | Italia (bandiera) | C     | Pietro Rebuzzi    |
|    | Italia (bandiera) | C     | Aldo Dusi         |
|    | Italia (bandiera) | C     | Vincenzo Chiodi   |
|    | Italia (bandiera) | C     | Paolo Perini      |
|    | Italia (bandiera) | A     | Carlo Girometta   |
|    | Italia (bandiera) | A     | Bruno Bianchi     |
|    | Italia (bandiera) | A     | Giovanni Correnti |
|    | Italia (bandiera) | A     | Giovanni Zorza    |
|    | Italia (bandiera) | A     | Angelo Schiavetta |
|    | Italia (bandiera) | A     | Erminio Reggiani  |

## Risultati

### Serie B

#### Girone di andata
| Arbitro: | Salvatori (Roma) |

|             |           |  |
| Bianchi 51’ | Marcatori |  |

| Arbitro: | Gondola (Fiume) |

|  |           |             |
|  | Marcatori | 74’ Svageli |

| Palermo 27 settembre 1936 3ª giornata | Palermo           | 0 – 0 | Brescia | Stadio del Littorio\| Arbitro: \| Saracini (Ancona) \| |
| Arbitro:                              | Saracini (Ancona) |       |         |                                                        |

| Catanzaro 4 ottobre 1936 4ª giornata | Catanzarese     | 0 – 0 | Brescia | Stadio Militare\| Arbitro: \| Ghetti (Modena) \| |
| Arbitro:                             | Ghetti (Modena) |       |         |                                                  |

| Arbitro: | Scotto (Savona) |

|                             |           |              |
| Provaglio 71’ Girometta 85’ | Marcatori | 90’ Faccenda |

| Arbitro: | Bartolini (Pisa) |

|                      |           |               |
| Remondini 40’ (rig.) | Marcatori | 6’ Schiavetta |

| Arbitro: | Barlassina (Milano) |

|            |           |                    |
| Chiodi 45’ | Marcatori | 1’, 87’ Lazzaretti |

| La Spezia 8 novembre 1936 8ª giornata | Spezia             | 0 – 0 | Brescia | Stadio Alberto Picco\| Arbitro: \| Marchetti[1] (Milano) \| |
| Arbitro:                              | Marchetti (Milano) |       |         |                                                             |

| Arbitro: | Turbiani (Ferrara) |

|  |           |              |
|  | Marcatori | 81’ Citterio |

| Arbitro: | Mazza (Napoli) |

|                   |           |  |
| Girometta 9’, 57’ | Marcatori |  |

| Arbitro: | Forni (Treviso) |

|                |           |  |
| Malagoli I 80’ | Marcatori |  |

| Arbitro: | Salvagno (Trieste) |

|  |           |                      |
|  | Marcatori | 22’ Querci 48’ Gerbi |

| Arbitro: | Tonnetti (Roma) |

|              |           |           |
| Nicolosi 58’ | Marcatori | 90’ Zorza |

| Arbitro: | Candela (Genova) |

|                        |           |  |
| Girometta 15’ Olmi 38’ | Marcatori |  |

| Arbitro: | Pirovano (Monza) |

|               |           |  |
| Girometta 64’ | Marcatori |  |

#### Girone di ritorno
| Arbitro: | Sassi (Roma) |

|                                  |           |          |
| Rizzo 10’ Pomponi 69’ Grillo 88’ | Marcatori | 43’ Dusi |

| Vercelli 24 gennaio 1937 17ª giornata | Pro Vercelli       | 0 – 0 | Brescia | Stadio Leonida Robbiano\| Arbitro: \| Pizziolo (Firenze) \| |
| Arbitro:                              | Pizziolo (Firenze) |       |         |                                                             |

| Arbitro: | Cecchini |

|                   |           |                       |
| Reggiani 36’, 61’ | Marcatori | 10’ Bazan 48’ Alberti |

| Arbitro: | Saracini (Ancona) |

|            |           |  |
| Albini 74’ | Marcatori |  |

| Arbitro: | Mazza (Napoli) |

|                            |           |  |
| Lombatti 28’ Arcari IV 75’ | Marcatori |  |

| Arbitro: | Soliani (Genova) |

|                       |           |  |
| Dusi 86’ Reggiani 88’ | Marcatori |  |

| Arbitro: | Gnocchini (Roma) |

|                |           |               |
| Camisaschi 89’ | Marcatori | 45’ Girometta |

| Arbitro: | Roggiero (Firenze) |

|                               |           |                                 |
| Girometta 31’ Olmi 77’ (rig.) | Marcatori | 73’ Scategni 83’ (rig.) Bermone |

| Arbitro: | Coletti (Treviso) |

|                                                                     |           |              |
| Schiavetta 9’ Reggiani 14’ Girometta 26’ Provaglio 46’ Citterio 89’ | Marcatori | 66’ Barsanti |

| Arbitro: | Magrini (Perugia) |

|                                         |           |  |
| Kossovel 35’ Dalfini 73’ Baldinotti 87’ | Marcatori |  |

| Arbitro: | Sassi (Roma) |

|                                           |           |  |
| Olmi 41’ (rig.) Bianchi 65’ Girometta 89’ | Marcatori |  |

| Arbitro: | Sorbi (Firenze) |

|                                   |           |               |
| Ferretti (p.t.)’ (rig.) Gerbi 83’ | Marcatori | 88’ Provaglio |

| Arbitro: | Bertone (Torino) |

|            |           |          |
| Schiavetta | Marcatori | Mihalich |

| Arbitro: | Ronzio (Roma) |

|                                                |           |               |
| Lessi 13’, 19’ Antolini 27’, 72’ Valentini 33’ | Marcatori | 50’ Girometta |

| Arbitro: | Leoni (Milano) |

|                               |           |               |
| Schiavi 37’, 50’ Barcella 52’ | Marcatori | 57’ Girometta |

### Coppa Italia

#### Preliminari
| Arbitro: | Gamba (Napoli) |

|                           |           |                                 |
| Sollecito 8’ Veronesi 88’ | Marcatori | 27’ (rig.) Albini 32’ Girometta |

| Brescia 1º gennaio 1937 Spareggio del Terzo turno eliminatorio | Brescia | 2 – 0 (a tav.) | Molfetta | Stadium di Viale Venezia |

#### Fase finale
| Arbitro: | Ceccherini (Pisa) |

|             |           |  |
| Benassi 56’ | Marcatori |  |

## Statistiche

### Statistiche di squadra
| Competizione | Punti | In casa | In casa | In casa | In casa | In casa | In casa | In trasferta | In trasferta | In trasferta | In trasferta | In trasferta | In trasferta | Totale | Totale | Totale | Totale | Totale | Totale | DR |
| Competizione | Punti | G       | V       | N       | P       | Gf      | Gs      | G            | V            | N            | P            | Gf           | Gs           | G      | V      | N      | P      | Gf     | Gs     | DR |
| ------------ | ----- | ------- | ------- | ------- | ------- | ------- | ------- | ------------ | ------------ | ------------ | ------------ | ------------ | ------------ | ------ | ------ | ------ | ------ | ------ | ------ | -- |
| Serie B      | 30    | 15      | 9       | 3       | 3       | 25      | 12      | 15           | 1            | 7            | 7            | 8            | 22           | 30     | 10     | 10     | 10     | 33     | 34     | -1 |
| Coppa Italia |       | 1       | 1       | 0       | 0       | 2       | 0       | 2            | 0            | 1            | 1            | 2            | 3            | 3      | 1      | 1      | 1      | 4      | 3      | +1 |
| Totale       | 30    | 16      | 10      | 3       | 3       | 27      | 12      | 17           | 1            | 8            | 8            | 10           | 25           | 33     | 11     | 11     | 11     | 37     | 37     | 0  |

### Andamento in campionato
| Giornata  | 1 | 2 | 3 | 4 | 5 | 6 | 7 | 8 | 9 | 10 | 11 | 12 | 13 | 14 | 15 | 16 | 17 | 18 | 19 | 20 | 21 | 22 | 23 | 24 | 25 | 26 | 27 | 28 | 29 | 30 |
| --------- | - | - | - | - | - | - | - | - | - | -- | -- | -- | -- | -- | -- | -- | -- | -- | -- | -- | -- | -- | -- | -- | -- | -- | -- | -- | -- | -- |
| Luogo     | C | C | T | T | C | T | C | T | T | C  | T  | C  | T  | C  | C  | T  | T  | C  | C  | T  | C  | T  | C  | C  | T  | C  | T  | C  | T  | T  |
| Risultato | V | P | N | N | V | N | P | N | V | V  | P  | P  | N  | V  | V  | P  | N  | N  | V  | P  | V  | N  | N  | V  | P  | V  | P  | N  | P  | P  |
| Posizione | 1 | 4 | 6 | 5 | 2 | 2 | 7 | 7 | 5 | 3  | 6  | 8  | 6  | 5  | 3  | 4  | 7  | 7  | 6  | 6  | 4  | 5  | 5  | 5  | 6  | 6  | 6  | 6  | 7  | 7  |

Legenda:

Luogo: C = Casa; T = Trasferta. Risultato: V = Vittoria; N = Pareggio; P = Sconfitta.

### Statistiche dei giocatori
| Giocatore     | Serie B  | Serie B | Coppa Italia | Coppa Italia | Totale   | Totale |
| Giocatore     | Presenze | Reti    | Presenze     | Reti         | Presenze | Reti   |
| ------------- | -------- | ------- | ------------ | ------------ | -------- | ------ |
| C. Albini     | 20       | 1       | 2            | 1            | 22       | 2      |
| B. Bianchi    | 27       | 4       | 1            | 0            | 28       | 4      |
| A. Bocchi     | 13       | 0       | 0            | 0            | 13       | 0      |
| U. Caligaris  | 13       | 0       | 0            | 0            | 13       | 0      |
| V. Chiodi     | 1        | 1       | 0            | 0            | 1        | 1      |
| S. Citterio   | 24       | 2       | 2            | 0            | 26       | 2      |
| G. Correnti   | 6        | 0       | 0            | 0            | 6        | 0      |
| A. Dusi       | 13       | 1       | 1            | 0            | 14       | 1      |
| N. Filippelli | 13       | 0       | 2            | 0            | 15       | 0      |
| G. Gasparini  | 20       | 0       | 1            | 0            | 21       | 0      |
| C. Girometta  | 29       | 10      | 2            | 1            | 31       | 11     |
| G. Magri      | 1        | -3      | 0            | 0            | 1        | -3     |
| R. Olmi       | 29       | 3       | 2            | 0            | 31       | 3      |
| P. Perini     | 1        | 0       | 0            | 0            | 1        | 0      |
| G. Picciga    | 29       | -31     | 2            | -3           | 31       | -34    |
| M. Provaglio  | 28       | 3       | 2            | 0            | 30       | 3      |
| P. Rebuzzi    | 6        | 0       | 0            | 0            | 6        | 0      |
| E. Reggiani   | 13       | 4       | 0            | 0            | 13       | 4      |
| G. Roggero    | 17       | 0       | 2            | 0            | 19       | 0      |
| F. Scalvi     | 1        | 0       | 0            | 0            | 1        | 0      |
| A. Schiavetta | 14       | 3       | 1            | 0            | 15       | 3      |
| R. Zama       | 6        | 0       | 1            | 0            | 7        | 0      |
| G. Zorza      | 3        | 1       | 1            | 0            | 4        | 1      |